# Бойз-Таун (Небраска)
Бойз-Таун (англ. Boys Town) — селище (англ. village) в США, в окрузі Дуглас штату Небраска. Населення — 410 осіб (2020).

## Географія
Бойз-Таун розташований за координатами 41°15′26″ пн. ш. 96°8′1″ зх. д. / 41.25722° пн. ш. 96.13361° зх. д. (41.257232, -96.133503).  За даними Бюро перепису населення США в 2010 році селище мало площу 3,51 км², з яких 3,41 км² — суходіл та 0,10 км² — водойми.

## Демографія
Згідно з переписом 2010 року, у селищі мешкало 745 осіб у 6 домогосподарствах у складі 2 родин. Густота населення становила 212 особи/км².  Було 15 помешкань (4/км²).
Расовий склад населення:
| - 66,0 % — білих - 26,2 % — чорних або афроамериканців - 3,5 % — корінних американців - 0,4 % — азіатів - 0,1 % — вихідців з тихоокеанських островів - 1,6 % — осіб інших рас |

До двох чи більше рас належало 2,1 %. Частка іспаномовних становила 10,1 % від усіх жителів.
За віковим діапазоном населення розподілялося таким чином: 72,8 % — особи молодші 18 років, 27,1 % — особи у віці 18—64 років, 0,1 % — особи у віці 65 років та старші. Медіана віку мешканця становила 16,7 року. На 100 осіб жіночої статі у селищі припадало 133,5 чоловіків;  на 100 жінок у віці від 18 років та старших — 130,7 чоловіків також старших 18 років.
За межею бідності перебувало 92,3 % осіб, у тому числі 95,5 % дітей у віці до 18 років та 0,0 % осіб у віці 65 років та старших.
Цивільне працевлаштоване населення становило 118 осіб. Основні галузі зайнятості: освіта, охорона здоров'я та соціальна допомога — 100,0 %.